# Elektrownia Syrdariańska
Elektrownia Syrdariańska – elektrownia cieplna opalana gazem ziemnym położona w mieście Shirin, w Uzbekistanie. Moc zainstalowana zespołów elektrowni to 3000 MW (10 bloków o mocy 300 MW), co stanowi 32% zapotrzebowania kraju na energię elektryczną. Roczna produkcja energii w elektrowni wynosi 13 miliardów kWh, co sprawia, że jest to największa elektrownia w kraju i jedna z największych w Azji.
Posiada ona 3 kominy, a najwyższy z nich ma 350 metrów wysokości będąc jednym z najwyższych na świecie.